# Plaza de toros de Lloret de Mar
La plaza de toros de Lloret fue un coso taurino al cual se le conoció también con el nombre de José Luis Andrés, un famoso torero español, situada en Lloret de Mar, en la provincia de Gerona. Su inauguración se llevó a cabo en el año 1962 tras tan solo cuatro meses de obras.

## Edificación
De idénticas características a la vecina plaza de toros de San Feliú de Guixols, fue edificada también a base de hormigón armado y ladrillo. También poseía, como es lógico, diversos arcos para minimizar el coste de la obra y  un redondel de tamaño exacto a la del coso de la localidad vecina: 40 metros. Las localidades también eran de un total de 6000. El color escogido para la plaza fue el amarillo.

## Adquisición por el Ayuntamiento
El año 2003 torearon los diestros Ortega Cano, El Cordobés y Rafael de Julia. No obstante ese año fue la última temporada que en el año 2006, y por orden del consistorio lloretense, se llevaron a cabo las obras de derribo del coso taurino.